# Dieffenbachia cordata
Dieffenbachia cordata är en kallaväxtart som beskrevs av Adolf Engler. Dieffenbachia cordata ingår i släktet prickbladssläktet, och familjen kallaväxter. Inga underarter finns listade.